# Saint-Germain-le-Rocheux
Saint-Germain-le-Rocheux é uma comuna francesa na região administrativa da Borgonha-Franco-Condado, no departamento de Côte-d'Or. Estende-se por uma área de 7,71 km². Em 2010 a comuna tinha 85 habitantes (densidade: 11 hab./km²).